# Erik Pettersson
Pour les articles homonymes, voir Pettersson.

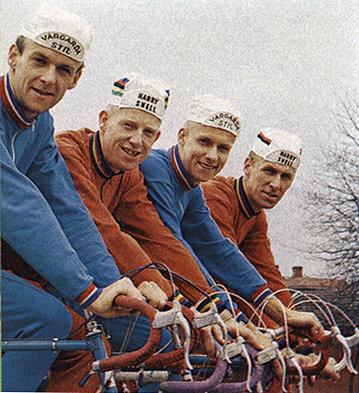
Les frères Pettersson en 1967.

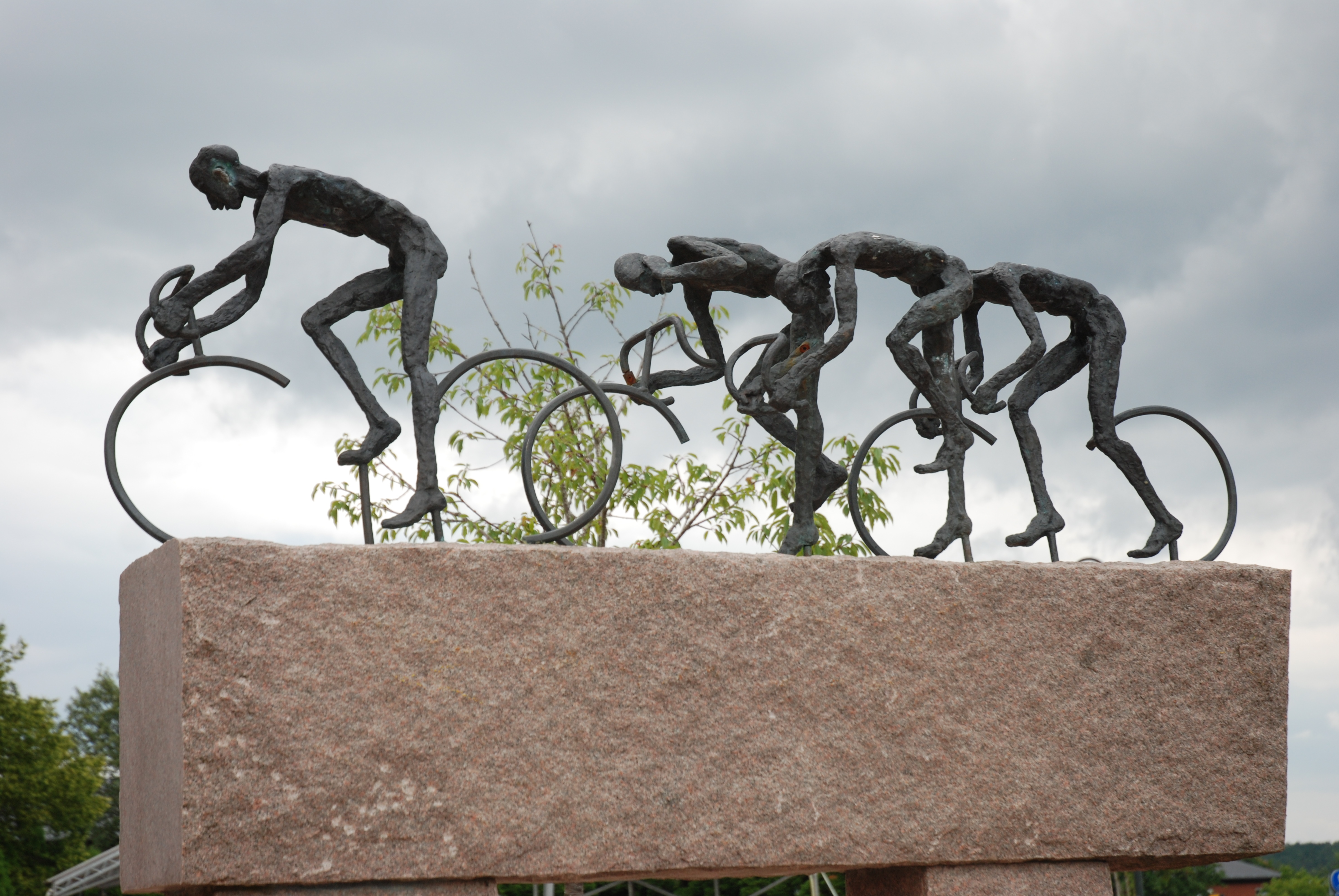
Les quatre frères immortalisés par Bosse Anås à Murartorget (Vårgårda).

Erik Pettersson (né le 4 avril 1944 à Vårgårda) est un coureur cycliste suédois. Avec ses frères Gösta, Sture et Tomas Pettersson, il a été champion du monde du contre-la-montre par équipes en 1967, 1968 et 1969 et médaillé d'argent dans cette discipline aux Jeux olympiques de 1968. Il a également obtenu la médaille de bronze aux Jeux de 1964 avec Sture et Gösta Pettersson et Sven Hamrin. Il a été troisième du championnat du monde sur route amateurs en 1968.

## Palmarès sur route
- 1961
  - Champion des Pays nordiques du contre-la-montre par équipes juniors (avec Christer Fagerhäll, Sture Pettersson et Larson)
  - 3e du championnat des Pays nordiques sur route juniors
- 1963
  - Champion des Pays nordiques sur route
  - 6e du championnat du monde du contre-la-montre par équipes
- 1964
  -  Médaillé de bronze du contre-la-montre par équipes des Jeux olympiques
  - 3e du championnat des Pays nordiques sur route
  - 7e du championnat du monde du contre-la-montre par équipes
- 1965
  -  Champion de Suède du relais (avec Sture Pettersson et Tomas Pettersson)
  - 9e du championnat du monde du contre-la-montre par équipes
- 1966
  - Champion des Pays nordiques du contre-la-montre par équipes (avec Gösta Pettersson, Gösta Pettersson et Sture Pettersson)
  -  Champion de Suède du contre-la-montre par équipes (avec Gösta Pettersson et Sture Pettersson)
  - 6e du championnat du monde du contre-la-montre par équipes
- 1967
  -  Champion du monde du contre-la-montre par équipes (avec Gösta Pettersson, Sture Pettersson et Tomas Pettersson)
  - Champion des Pays nordiques du contre-la-montre par équipes (avec Gösta Pettersson, Gösta Pettersson et Sture Pettersson)
  -  Champion de Suède sur route
  -  Champion de Suède du contre-la-montre par équipes (avec Gösta Pettersson et Sture Pettersson)
  - 1re et 2e étapes du Tour de Suède
  - 3e du Tour du Maroc
  - 3e du championnat des Pays nordiques sur route
- 1968
  -  Champion du monde du contre-la-montre par équipes (avec Gösta Pettersson, Sture Pettersson et Tomas Pettersson)
  - Champion des Pays nordiques du contre-la-montre par équipes (avec Gösta Pettersson, Gösta Pettersson et Sture Pettersson)
  -  Champion de Suède du contre-la-montre par équipes (avec Gösta Pettersson et Sture Pettersson)
  - Grand Prix d'Annaba :
    - Classement général
    - 3 étapes

  -  Médaillé d'argent du contre-la-montre par équipes des Jeux olympiques
  -  Médaillé de bronze au championnat du monde sur route amateurs
- 1969
  -  Champion du monde du contre-la-montre par équipes (avec Gösta Pettersson, Sture Pettersson et Tomas Pettersson)
  - Champion des Pays nordiques sur route
  - Champion des Pays nordiques du contre-la-montre par équipes (avec Gösta Pettersson, Gösta Pettersson et Sture Pettersson)
  -  Champion de Suède du contre-la-montre par équipes (avec Gösta Pettersson et Tomas Pettersson)
- 1971
  - 2e du Tour des Marches

## Palmarès sur piste

### Championnats du monde amateurs
- Montevideo 1968
  -  Médaillé de bronze de la poursuite par équipes amateurs

## Résultats sur les grands tours

### Tour d'Italie
- 1971 : abandon